# Barrio de los Periodistas
El Barrio de los Periodistas (en catalán: Barri dels Periodistes) es un conjunto de casas en la ciudad de Barcelona, España, construidas a partir del año 1918 por la Cooperativa de Periodistas para la Construcción de Casas Baratas. En total, sumaron alrededor de sesenta viviendas unifamiliares, algunas de las cuales todavía se conservan hoy día, ocupando parte del actual barrio de Can Baró, en el distrito de Horta-Guinardó.
Son comúnmente conocidas como cases noucentistes, puesto que siguen los criterios del movimiento novecentista: zonas ajardinadas y espaciadas de acuerdo a los conceptos higienistas de la época. Aunque tenían como propósito original proveer de casas baratas a las clases populares, finalmente acabaron acogiendo vecinos de clase media e incluso directores de diarios importantes como La Vanguardia o El Noticiero. En estas casas vivieron el periodista y diputado Antoni Rovira i Virgili y su familia, así como el lingüista e ingeniero Pompeu Fabra.

## Ubicación
Las Casas de los Periodistas se encuentran entre la calle Ana Mª Matute Ausejo, la calle Albert Llanas, la calle Miquel dels Sants Oliver, la calle Pere Sala y la calle de Josep Yxart.

## Historia

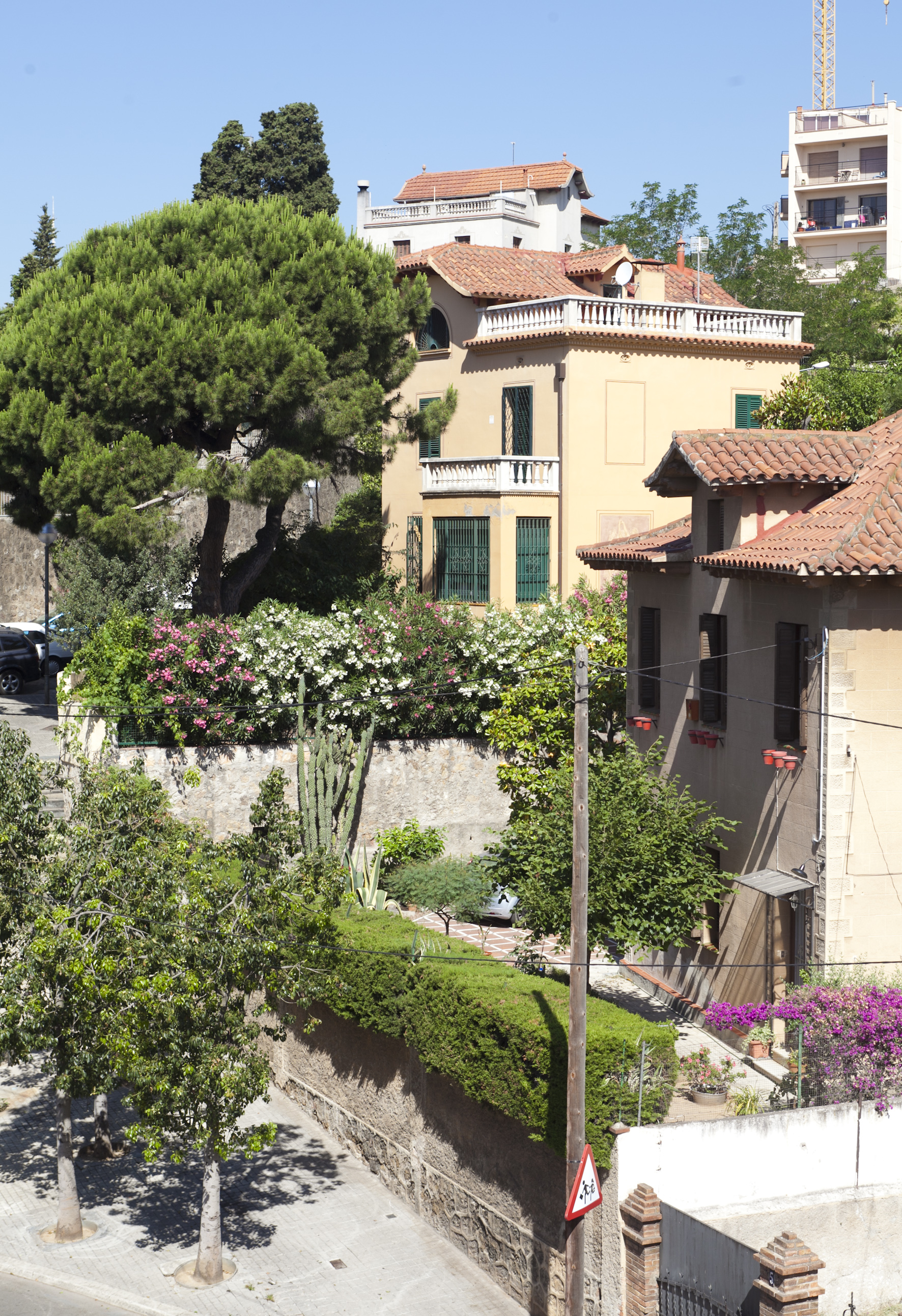
Dos casas de periodistas en la confluencia de las calles c/ Josep Yxart y c/ Joan Cortada

El 12 de junio de 1911 el Congreso de los Diputados aprobó la Ley de las Casas Baratas, sucedida por una segunda en 1921 y una tercera en 1924. Estas leyes tenían como objetivo proveer a las clases populares de vivienda digna, aunque en la mayoría de casos los objetivos se quedaron en el tintero. La agrupación de periodistas, por aquel entonces un gremio influyente, logró evitar algunos de los requisitos de la Ley gracias a conversaciones con políticos como Francesc Cambó o Lerroux.
A esta ley se acogió la Cooperativa de Periodistas para la Construcción de Casas Baratas, creada el 30 de octubre de 1915, cuyo primer presidente fue Artur F. Bono y el secretario Carles García Anné. La Cooperativa compró varios terrenos alrededor del Cerro de la Rovira. Entre los límites de Gracia y Horta, donde después se emplazaría el Barrio de los Periodistas, se compraron al entonces alcalde de Barcelona, el Sr Carles Sanllehy Girona y a su madre, la Sra. Anna Girona Vidal, Marquesa de Caldes de Montbuy e hija del banquero Manuel Girona y Agrafel, 1.400.000 palmos cuadrados (52.364 m), a un precio de 19 céntimos de peseta el palmo cuadrado. La Cooperativa previamente construyó casas en el cercano barrio de La Font d'en Fargas. La zona en conjunto fue conocida como «Ciudad de los periodistas». Obtuvo financiación de la Familia Sanllhey y también por medio de dos créditos públicos, uno de 350 mil pesetas en 1921 y otro de 400 mil pesetas en 1925. El mismo Rey Alfonso XIII llegó a pagar una de las casas
En 1917, el Ayuntamiento aprobó una parcelación de catorce islas y 68 solares edificables, y delegó en la Cooperativa la tarea de urbanizar la zona, y el proyecto corrió a cargo del arquitecto Julio María Fossas. Fueron proyectadas sesenta y ocho viviendas, aunque finalmente se construyeron cincuenta y una de ellas entre 1921 y 1928, de las cuales tan solo quedan en pie veinticuatro. Desde un principio se vio claramente que las viviendas que se estaban construyendo no eran precisamente «casas baratas» como la Ley de 1911 promovía. Siguiendo el modelo de ciudad jardín, se edificaron casas unifamiliares aisladas y rodeadas de un jardín, que cada una cuenta con dos pisos (planta baja, primer piso) y desván o golfa. El suministro de agua se daba por un pozo con torre de agua que aun se encuentra en la calle Peris Mencheta n.º 54. En la memoria publicada en 1926, se dice que la Cooperativa contaba con sesenta y cinco socios, que habían construido entre 61 y 67 viviendas, con un presupuesto total de dos millones de pesetas y con un coste por casa que oscilaba entre las 15.900 y las 25 mil pesetas.
El Barrio de los Periodistas sirvió como modelo para otros proyectos urbanísticos en España y recibió varios premios nacionales e internacionales. Pero el desarrollo urbanístico de los años 1960 inició un proceso de destrucción del proyecto inicial. En 2017, el Ayuntamiento de Barcelona suspendió varias licencias de obras en la zona y un año catalogó las pocas Casas de Periodistas que quedan en pie. La catalogación supone una protección de nivel C por mandato municipal.